# Ikokhou
ikokou est une danse traditionnelle du Gabon des punus ,cette danse mettant en jeu principalement la partie inférieure du corps est pratiquée lors de cérémonies (deuils, meetings, manifestations scolaires...). Elle est pratiquée par le peuple Punu